# 大桥乡 (尉氏县)
大桥乡，是中华人民共和国河南省開封市尉氏县下辖的一个乡镇级行政单位。

## 行政区划
大桥乡下辖以下地区：
大桥村、席苏村、要井村、马庄村、崔家村、孔家村、许庄村、大李庄村、要庄村、河湾要村、姜庄村、花村铺村、大路王村、岗东村、大苏村、冯村村、岗刘村、通院村、大槐树村、碾陈村、湾里马村、新刘庄村、常王村、十里铺村、七里河村、南台村、周庄村、老鸦刘村、寺前刘村和麦仁店村。